# El Pantano
El Pantano ist ein Corregimiento des Bezirks Santa Fe in der Provinz Veraguas in Panama. Bei der Volkszählung im Jahr 2023 hatte es 658 Einwohner. Das Corregimiento erstreckt sich über eine Fläche von 52,5 km².

## Bevölkerung
Die folgende Tabelle zeigt die Bevölkerung des Corregimientos El Pantano, wie es in den Volkszählungen 2000, 2010 und 2023 erfasst wurde.
| Jahr         | 2000 | 2010 | 2023 |
| ------------ | ---- | ---- | ---- |
| Einwohner    | 676  | 658  | 658  |
| davon Männer | 369  | 364  | 369  |
| davon Frauen | 307  | 294  | 289  |

## Orte
Im Corregimiento El Pantano befinden sich folgende Orte:
- Alto de Espavé
- Alto de Los González
- Alto de Los Pinedas
- Bermejo o El Sereno
- El Naranjo o Quebrada El Naranjo
- El Palmar
- El Pantano
- La Atollosa
- Narices
- Ojo de Agua
- Pajonal
- Piragual